# Саймаа

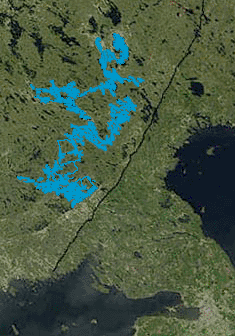
Саймаа на супутниковому знімку

Саймаа, Сайма (фін. Saimaa Фінською: [ˈsɑi̯mɑː], швед. Saimen)  — найбільше озеро Фінляндії (за іншим визначенням — озерна система), розташоване на південному сході країни. Його площа становить 4 370 км², а єдиною річкою, яка витікає із озера, є Вуоксі, яка тече на схід і впадає у Ладозьке озеро.

## Історія формування озера
Улоговини озер, що утворюють Сайменську систему, мають тектонічне походження — вони розширені і згладжені під впливом покривних зледенінь Після відступу льодовика з більшої частини сучасного басейну озера 10 000 років тому озерні улоговини безпосередньо мали сполучення з Балтійським басейном, і були затоками Іольдійового моря. Після завершення Анцилової трансгресії близько 9 000 років тому частина басейну на північ і захід від сучасного міста Варкаус залишалася затокою. Остаточне відокремлення сучасного басейну озера Сайма від Балтики сталося близько 8 000 років тому. У цей час на місці сучасних озерних систем Сайма і Пяйянне існував єдиний басейн (рівні озер були практично рівні), стік з якого здійснювався у Ботнічну затоку через долину сучасної річки Калайокі. Поріг стоку розташовувався на місці сучасного озера Котаярві (розташоване на території національного парку Пюхя-Хяккі).
Стоку води до Фінської затоки перешкоджало пасмо Салпаусселькя. Після прориву пасма на південь від озера Пяйянне і появи річки Кюмійокі близько 6 100 років тому рівень озера Пяйянне знижується, і Сайма виділяється в самостійний басейн. Новий поріг стоку формується в районі сучасного озера Селькяюден'ярві фін. Selkäydenjärvi у Пієлавесі (Північна Савонія). Близько 6 000 років тому води озера Сайма формують новий канал стоку через озерце Маткуслампі біля Міккелі і озерце Кярьенлампі біля Лаппеенранта в систему Кюмийокі, деякий час відбувається біфуркація стоку, поки близько 5 500 років тому північний канал стоку в районі Пієлавесі не висох. Сучасний канал стоку через річку Вуоксі в Ладозьке озеро сформувався 5 000 років тому (за іншими джерелами — 5 700 років тому, коли пасмо Салпаусселькя-I знову було прорвано в районі міста Іматра.

## Географія
Дві гілки озерної системи Саймаа простягаються на північ приблизно на 350 км від міста Лаппеенранта на південному березі власне озера Саймаа до міста Ійсалмі на західній гілці і до міста Нурмес на східній гілці. Озерна система налічує близько 120 озер і безліч річок і струмків, іншими словами вона є сукупністю численних пов'язаних одна з одною водойм-складових, кожна з яких має власну назву. Як єдине ціле озерна система Саймаа є четвертим за величиною озером Європи. Довжина його берегової лінії становить 14 850 км. У найглибшій точці озеро має 85 м, але в середньому його глибина становить всього 7 м і воно містить менше води, ніж озерна система Пяйянне, яка має меншу площу.

### Найбільші озера Сайменської системи
- Саймаа (фін. Saimaa), 137 703 га[8] або 176 000 га[9]
- Піхлайявесі[fi] (фін. Pihlajavesi), 71 258,5 га
- Оривесі[fi] (фін. Orivesi), 60 130,2 га
- Хауківесі[fi] (фін. Haukivesi), 56 042,9 га
- Пурувесі[fi] (фін. Puruvesi), 41 635,4 га
- Пюхяселькя[fi] (фін. Pyhäselkä), 36 110,4 га
- Енонвесі[fi] (фін. Enonvesi), 19 667,6 га
- Пюювесі[fi] (фін. Pyyvesi), 2 975,11 га
- Уконвесі[fi] (фін. Ukonvesi), 2 423,26 га

## Сайменський канал
У 1848-1856 роках був побудований Сайменський канал (у той час він мав назву «Канал Імператорів») довжиною 58 кілометрів з 28 шлюзами, який з'єднав Сайменську озерну систему з Фінською затокою в районі міста Виборг. Для свого часу канал був значною гідротехнічною спорудою, тому що половину русла каналу довелося вирубати в гранітних скелях. 
Після радянсько-фінській війни 1939-1940 року Карельський перешийок і більша частина каналу відійшли до Радянського Союзу. У 1963-1968 роках канал був серйозно реконструйований, кількість шлюзів зменшилася з 28-ми до 8-ми. З 1991 року каналом можуть користуватися і прості туристи. Через інші канали озеро з'єднано з іншими великими озерами Фінляндії і тому канал має велике значення для промислового і туристичного судноплавства.

## Фауна
Один із трьох видів прісноводних тюленів — Саїмська кільчаста нерпа (Pusa hispida saimensis), живе тільки в озері Саймаа. Знаходиться під загрозою зникнення, популяція нерпи, за даними на 2016 рік, оцінюється в 360 тварин.

## Галерея

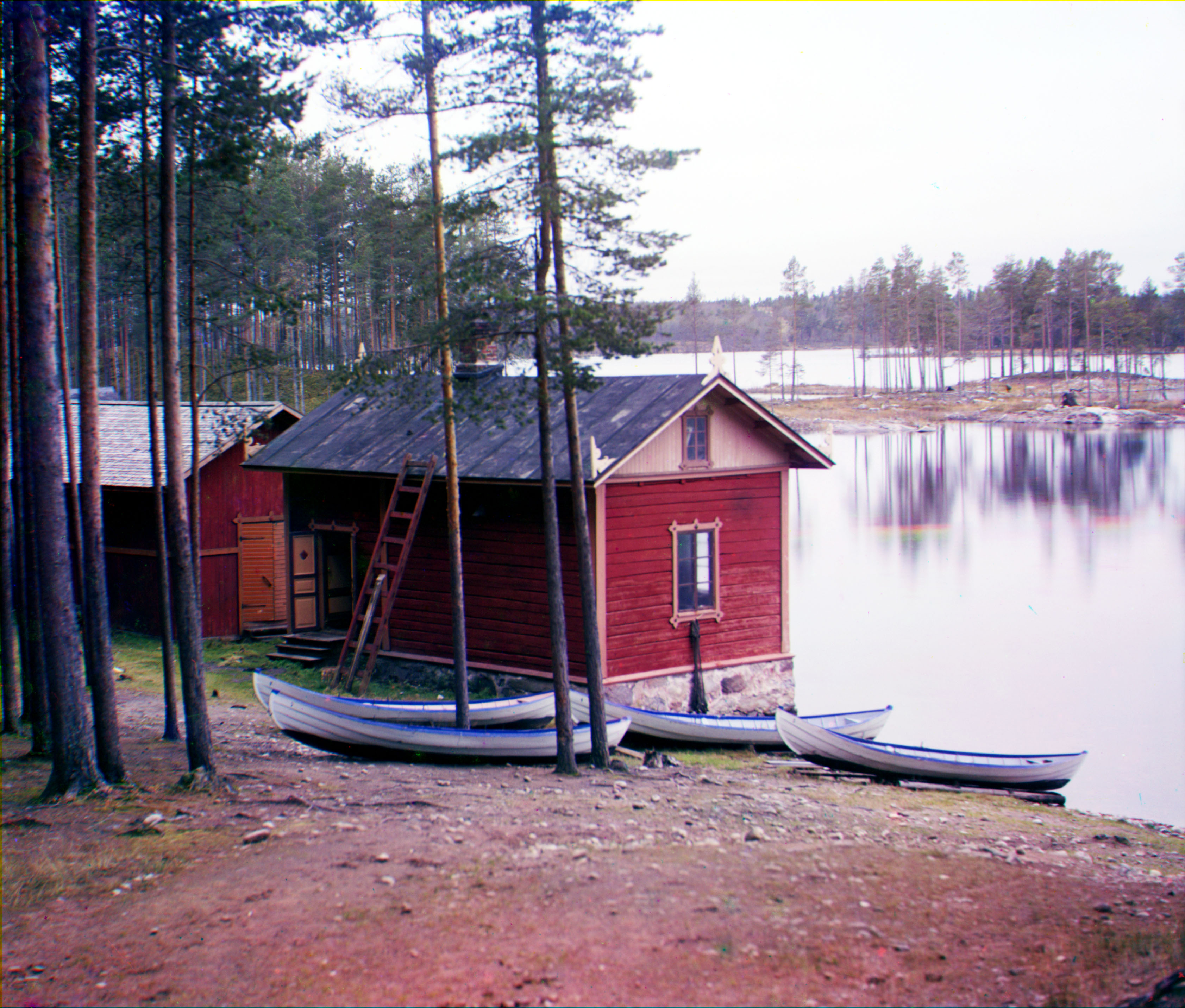
Озеро Саймаа (1905—1915). Фото С. М. Прокудина-Горського
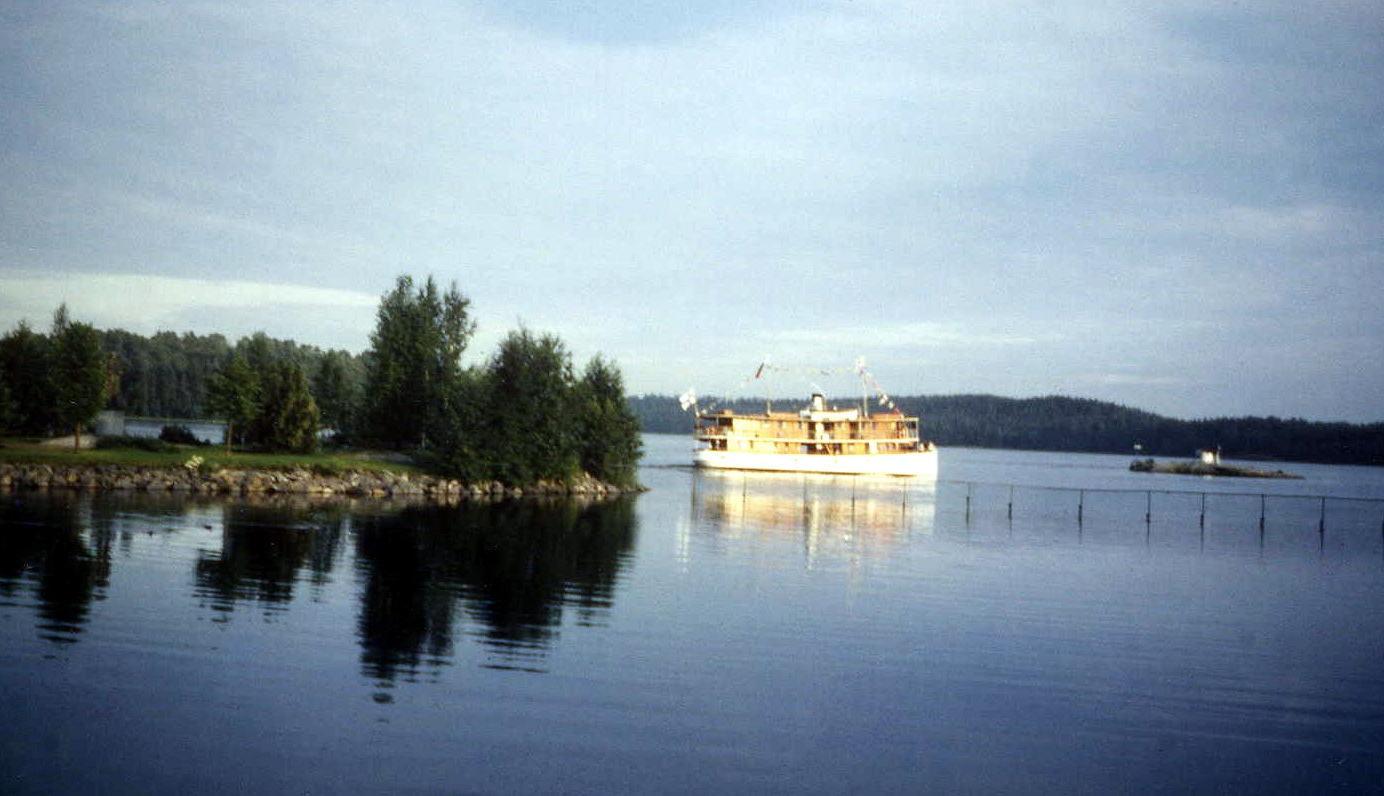
Пором на озері Саймаа
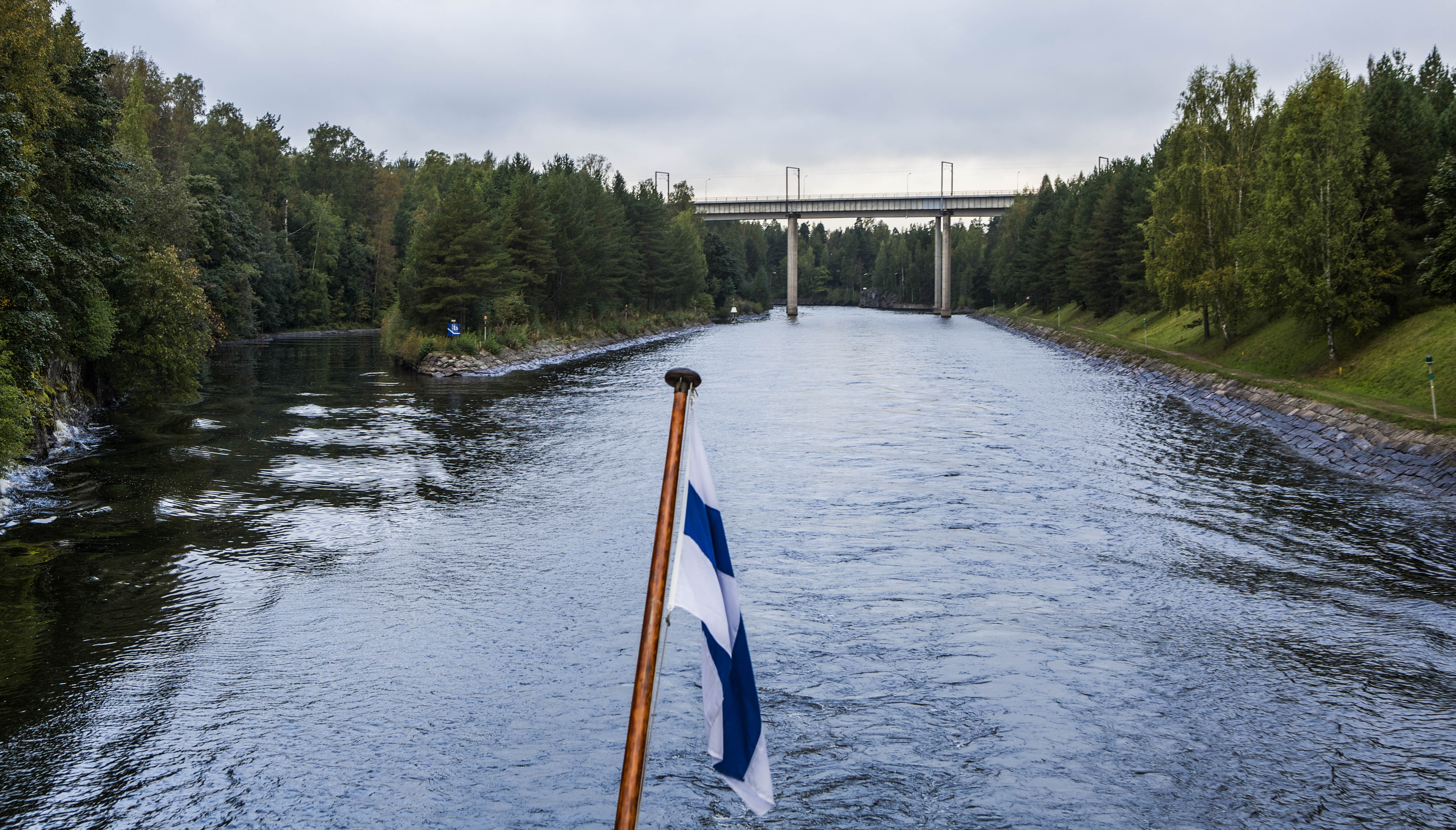
Сайменський канал